# 纪效新书

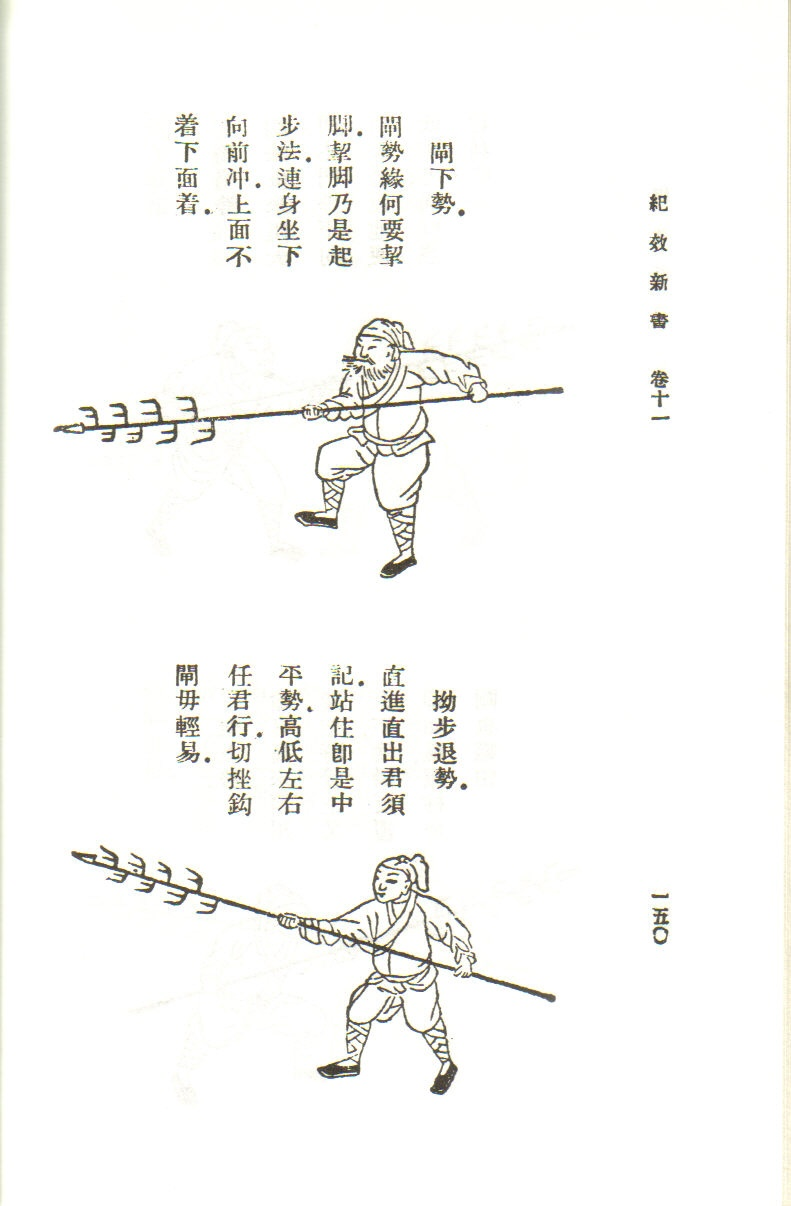
手持狼筅者

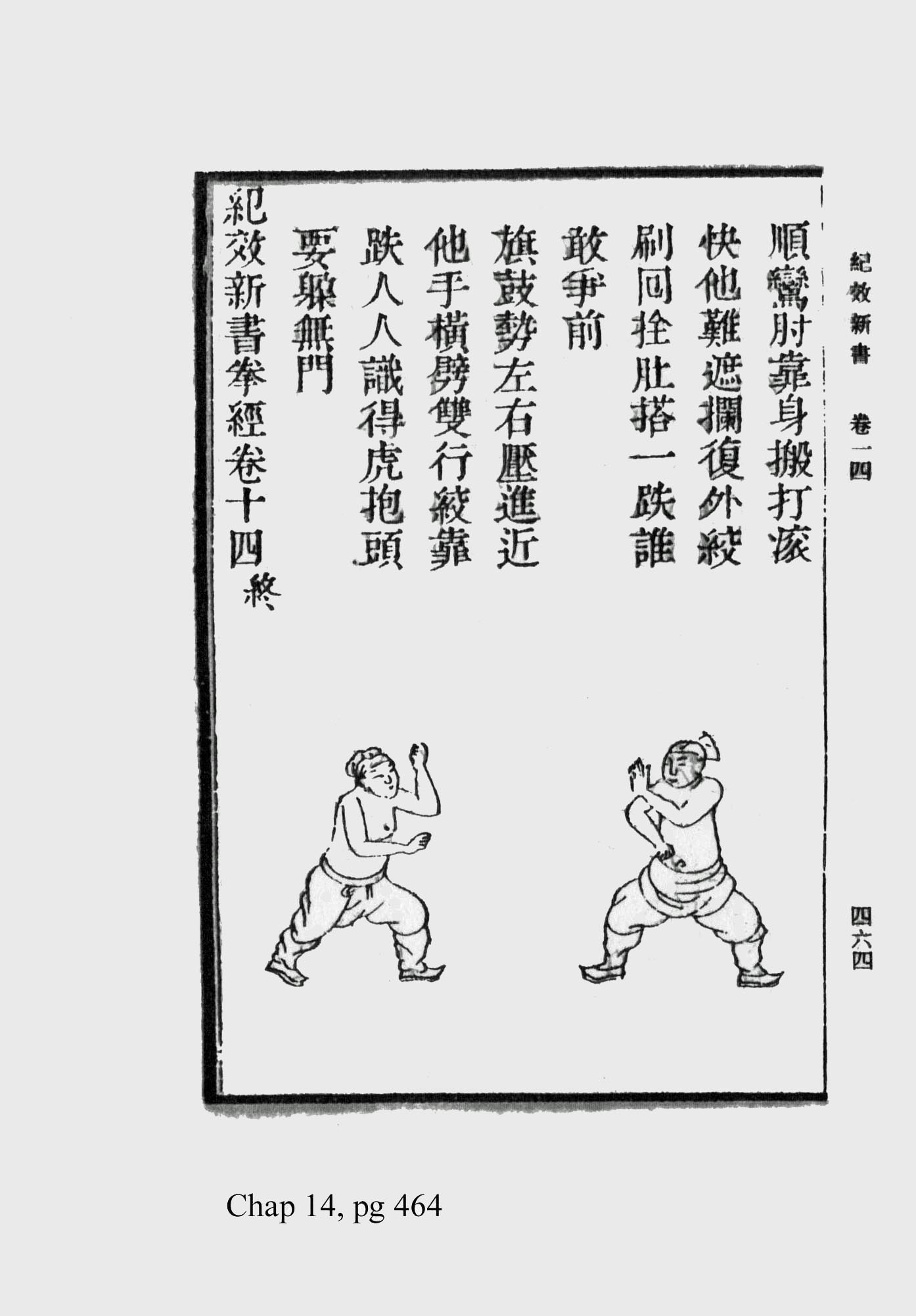

纪效新书，是中国明朝军事家戚继光所著的一部兵书，初撰于嘉靖39年（1560年），共18卷正文加一卷卷首，后戚继光晚年时又加以手校，修订为14卷。全书语言简明通俗，涵盖了兵员选拔、训练、武器、阵法、律令、行营、兵法等多个方面，是戚继光一生征战的心得之作。

## 外部連結
- Internet Archive 紀效新書
- 紀效新書（繁體：天策府繁體兵書） （页面存档备份，存于）